# Chen Qingchen

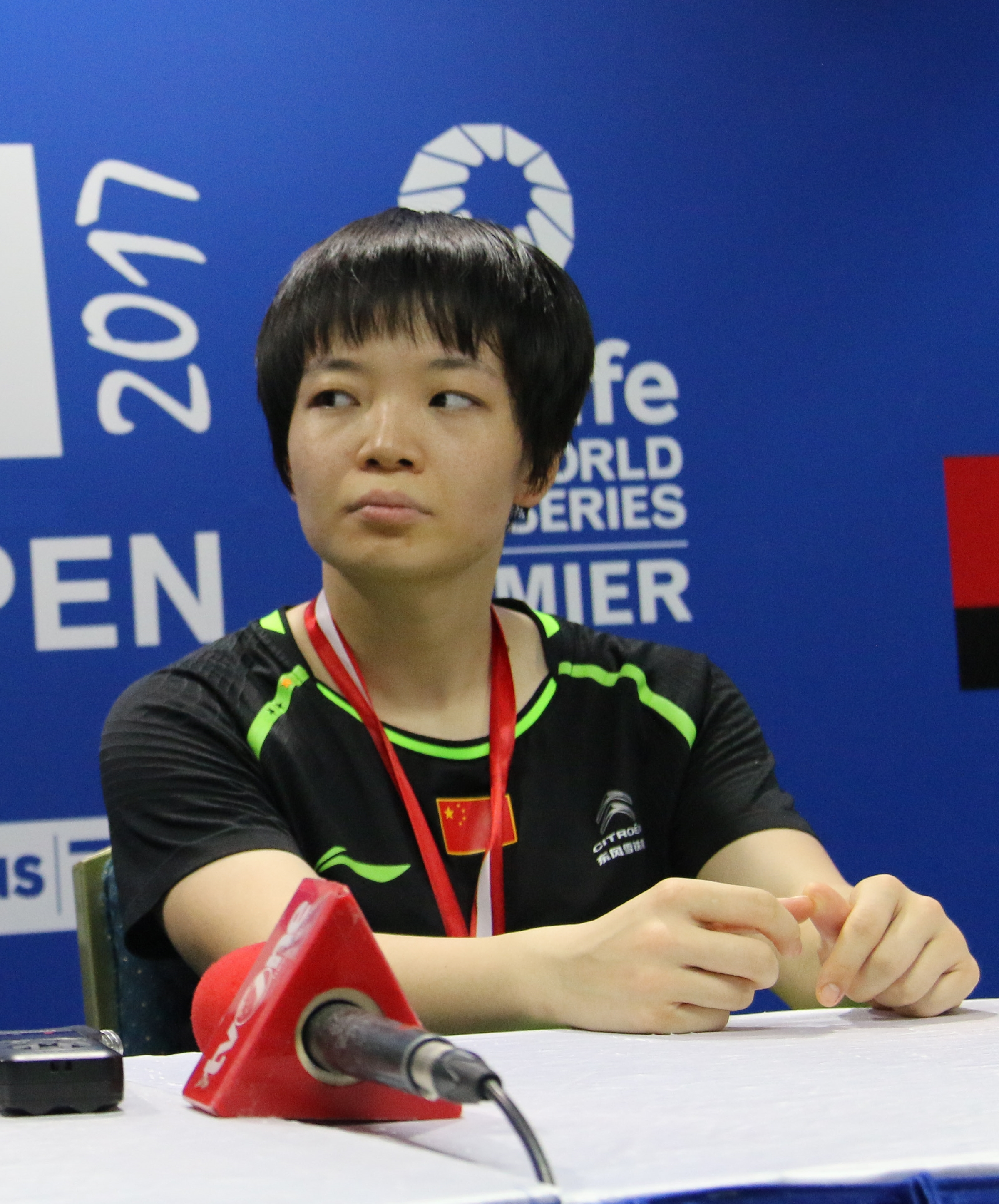
Chen Qingchen, 2017

Chen Qingchen (chinesisch 陈清晨, Pinyin Chén Qīngchén, * 23. Juni 1997 in Meizhou) ist eine chinesische Badmintonspielerin.

## Karriere
Chen Qingchen gewann bei der Junioren-Badmintonasienmeisterschaft 2012 Bronze im Mixed und Bronze im Damendoppel, wodurch sie sich für die Juniorenweltmeisterschaft desselben Jahres qualifizieren konnte. Dort wurde sie Mannschaftsweltmeisterin und Bronzemedaillengewinnerin im Mixed. Beim Indonesia Open Grand Prix Gold 2012 erkämpfte sie sich ihren ersten großen Erfolg bei den Erwachsenen. Dort wurde sie Dritte im Damendoppel mit Huang Dongping. 2012 startete sie in der chinesischen Badminton-Superliga.
2021 und 2022 wurde sie gemeinsam mit Jia Yifan Weltmeisterin im Damendoppel. Bei den Olympischen Spielen 2024 in Paris gewannen das Duo die Goldmedaille.